# Scelimena chinensis
Scelimena chinensis är en insektsart som först beskrevs av Hancock, J.L. 1915.  Scelimena chinensis ingår i släktet Scelimena och familjen torngräshoppor. Inga underarter finns listade i Catalogue of Life.